# توراجا
توراجا ( بالانجليزية : Toraja ) جماعة عرقية  تعيش في المنطقة الجبلية من جنوب سولاويزي، إندونيسيا، يبلغ عدد سكانها حوالي 1,100,000 منهم 450,000 يعيش في وصاية من تانا توراجا ("أرض توراجا"). يدين معظم سكانها بالديانة المسيحية والبقية يدينون إما بالديانة الإسلامية أو غيرها من الديانات المحليّة الوثنية.
تُشتق كلمة توراجا من مصطلح اللغة البوقسية تو رياجا، بمعنى «شعب المرتفعات». وقد أطلقت الحكومة الاستعمارية الهولندية عليهم اسم شعب توراجا في عام 1909. يشتهر التوراجيون بطقوس الجنازة المتقنة التفاصيل، ومواقع الدفن المنحوتة في المنحدرات الصخرية، والمنازل التقليدية الضخمة ذات السقف المرتفع والمعروفة باسم تونغونان، والنقوش الخشبية الملونة. تُعتبر طقوس توراجا الجنائزية أحداث اجتماعية مهمة، عادةً ما يحضرها مئات الأشخاص وتستمر لعدة أيام.
قبل القرن العشرين، عاش شعب توراجا في قرى مستقلة ذاتيًا، حيث مارسوا الأرواحية وكانوا معزلوين تقريبًا عن العالم الخارجي. في أوائل القرن العشرين، عمل المبشرون الهولنديون أولًا على دعوة سكان المرتفعات التوراجيين إلى اعتناق المسيحية. عندما فُتحت مقاطعة تانا توراجا مرة أخرى أمام العالم الخارجي في سبعينيات القرن العشرين، أصبحت رمزًا للسياحة في إندونيسيا: شكلت مصدر فائدة للتنمية السياحية ودرسها علماء الأنثروبولوجيا. بحلول فترة التسعينيات، عندما بلغت السياحة ذروتها، كان مجتمع توراجا قد تغير بشكل ملحوظ، من نموذج زراعي— حيث كانت الحياة الاجتماعية والعادات نابعة من معتقد ألوك تو دولو— إلى مجتمع مسيحي إلى حد كبير. واليوم، قامت السياحة والتحويلات المالية من المهاجرين التوراجيين بتغييرات كبيرة في مرتفعات توراجا، ما أعطى توراجا مكانة مشهورة داخل إندونيسيا وتعزيز فخر جماعة توراجا الإثنية.

## الهوية الإثنية
لم يمتلك شعب توراجا سوى صورة بسيطة عن نفسهم كمجموعة إثنية متفردة قبل القرن العشرين. قبل الاستعمار الهولندي والتبشير بالمسيحية، عرف التوراجيون أنفسهم في مناطق المرتفعات بقراهم ولم يشاطروا شعورًا واسعًا بالهوية. ورغم أن بعض الطقوس كانت سببًا في خلق الروابط بين قرى المرتفعات، وُجِدت اختلافات في اللهجات، واختلافات في التسلسل الهرمي الاجتماعي، ومجموعة من الممارسات والطقوس في منطقة مرتفعات سولاوسي. استُخدمت كلمة «توراجا» (باللغات الساحلية تو: بمعنى الناس؛ راجا: المرتفعات) لأول مرة من قِبل سكان الأراضي المنخفضة للإشارة إلى سكان المرتفعات. ونتيجة لذلك، كانت كلمة «توراجا» في البداية شائعة أكثر بين الغرباء - مثل البوقس والماكاساريون، الذين يشغلون أغلبية الأراضي المنخفضة في سولاوسي – أكثر من شيوعها بين السكان المحليين. أدى وجود المبشرين الهولنديين في المرتفعات إلى ظهور وعي توراجا الإثني في إقليم سعدان توراجا، وقد نمت هذه الهوية المشتركة بنمو السياحة في المقاطعة الفرعية تانا توراجا. ومنذ ذلك الحين، أصبح لدى سولاوسي الجنوبية أربع مجموعات إثنية رئيسية – البوقس (الأغلبية، بناة السفن والبحارة)، والماكاساريون (تجار الأراضي المنخفضة والبحارة)، وقبيلة مندر (التجار والصيادين)، وتوراجا (مزارعو الأرز في المرتفعات).

## التاريخ
منذ القرن السابع عشر، فرض الهولنديون سيطرتهم التجارية والسياسية على سولاوسي من خلال شركة الهند الشرقية الهولندية. وعلى مدى قرنين من الزمان، تجاهلوا المنطقة الجبلية في سولاوسي الوسطى – حيث عاش التوراجيون –  لأن الوصول إليها كان صعبًا وكانت الأراضي الزراعية المنتجة قليلة. في أواخر القرن التاسع عشر، أصبح الهولنديون قلقين بشكل متزايد إزاء انتشار الإسلام في جنوب سولاوسي، وخاصة بين شعبي البوقس والماكاساريون. رأى الهولنديون في سكان المرتفعات الأرواحيين إمكانية لاعتناق المسيحية. في عشرينيات القرن العشرين، بدأت الكنيسة المُصلَحة الهولندية عملًا تبشيريًا بمساعدة الحكومة الاستعمارية الهولندية. بالإضافة إلى إدخال المسيحية، ألغى الهولنديون العبودية وفرضوا ضرائب محلية. رُسِم خط حول منطقة سعدان وسُميَّت تانا توراجا «أرض توراجا». كانت تانا توراجا أول تقسيم فرعي لمملكة لوو التي طالبت بالمنطقة. في عام 1946، منح الهولنديون تانا توراجا تصنيف ريجينتشاب (مقاطعة فرعية)، وتم الاعتراف بها في عام 1957 كأحد المقاطعات الفرعية في إندونيسيا.
واجه المبشرون الهولنديون الأوائل معارضة قوية بين التوراجيين، خاصة بين علية القوم، لأن إلغاء تجارة الرقيق المربحة لهم قد أثار غضبهم. نقل الهولنديون بعض التوراجيين قسرًا إلى الأراضي المنخفضة حيث يمكن السيطرة عليهم بسهولة أكبر. أُبقيت الضرائب مرتفعة، الأمر الذي أدى إلى تقويض ثروات نخبة القوم. وفي نهاية المطاف، لم تخضع ثقافة تورجا أمام التأثير الهولندي، ولم يعتنق المسيحية سوى عدد قليل من شعب توراجا. وفي عام 1950، تحول 10% فقط من السكان إلى المسيحية.
في ثلاثينات القرن العشرين، هاجم مسلمو الأراضي المنخفضة شعب توراجا، ما أسفر عن تحول مسيحي واسع النطاق بين أولئك الذين سعوا إلى الانحياز إلى هولندا طلبًا للحماية السياسية وتشكيل حركة ضد مسلمي البوقس والماكاساريون. في الفترة بين عامي 1951 و1965 (في أعقاب استقلال إندونيسيا)، واجهت سولاوسي الجنوبية فترة مضطربة في ظل كفاح حركة دار الإسلام الانفصالية من أجل إقامة دولة إسلامية في سولاوسي. وقد أدت حرب العصابات التي دامت 15 عامًا إلى تحول كبير إلى المسيحية.
بيد أن الانحياز إلى الحكومة الإندونيسية لم يضمن سلامة أهل توراجا. في عام 1965، طلب مرسوم رئاسي من كل مواطن إندونيسي الانتماء إلى واحدة من خمسة ديانات معترف بها رسميًا: الإسلام، والمسيحية (البروتستانتية والكاثوليكية)، والهندوسية، والبوذية. لم يكن معتقد توراجا الديني (ألوك) معترفًا به قانونيًا، ورفع سكان توراجا أصواتهم ضد القانون. ولكي يتوافق معتقد ألوك مع القانون، فلابد من قبوله كجزء من إحدى الديانات الرسمية. في عام 1969، تم إضفاء الصفة القانونية على ألوك تو دولو («نهج الأجداد») كطائفة من آغاما هندو دارما، الاسم الرسمي للهندوسية في إندونيسيا.

## الثقافة

### تونغونان
تونغونان هي المنازل التوارجية القديمة التقليدية. وهي تستند عاليًا فوق ركائز خشبية، يعلوها سقف متعدد الطبقات من الفلق الخيزرانية على شكل قوس منحني بشدة، وتُحفر نقوش وتفاصيل خشبية حمراء وسوداء وصفراء على الجدران الخارجية. تُشتق كلمة «تونغونان» من الكلمة التوراجية تونغون («الجلوس»).
تُعتبر بيوت التونغونان بمثابة محور الحياة الاجتماعية التوراجية. إن الطقوس المرتبطة بالتونغونان هي تعبيرات مهمة للحياة الروحانية التوراجية، ومن ثم فإن جميع أفراد الأسرة ملزمون بالمشاركة، لأن التونغونان يمثل رمزًا للروابط مع أسلافهم وأقربائهم في الحياة والمستقبل. وطبقًا لأسطورة توراجا، فإن التونغونان الأول قد بُني في السماء على أربعة أعمدة مع سقف مصنوع من القماش الهندي. عندما هبط أول سلف توراجي إلى الأرض، بنى منزلًا مشابهًا وأقام حفلًا كبيرًا.
إن بناء التونغونان عمل مضني، وعادة ما يتم بمساعدة الأسرة الموسعة. ثمة ثلاثة أنواع من التونغونان. إن تونغونان لايوك هو منزل السلطة العليا، ويستخدم بوصفه «مركز الحكومة». ينتمي تونغونان بيكامبيران إلى أفراد الأسرة الذين يتمتعون ببعض السلطة في العادات المحلية. يقيم أفراد الأسرة العاديون في تونغونان باتو. يتضاءل الطابع الحصري لطبقة النبلاء في امتلاك التونغونان مع عثور العديد من عوام توراجا على فرص عمل مربحة في أجزاء أخرى من إندونيسيا. وبإرسال الأموال إلى أسرهم فهذا يمكنهم من بناء تونغونان أكبر حجمًا.
إن العمارة على طراز تونغونان ماتزال شائعة للغاية. وقد شُيِّدت العديد من المباني الإدارية على هذا النمط في السنوات الأخيرة، مثل مبنى كيشاماتان في رانتيباو.